# Union générale tunisienne des étudiants
Ne doit pas être confondu avec Union générale des étudiants de Tunisie.
L'Union générale tunisienne des étudiants (arabe : الاتحاد العام التونسي للطلبة) ou UGTE est un syndicat étudiant créée en avril 1985 à l'université de Tunis pour défendre les intérêts des étudiants tunisiens.

## Histoire
Lors d'un meeting tenu à la faculté de droit de Tunis, le 15 novembre 1984, des étudiants islamistes lancent le « projet du choix étudiant libre » pour résoudre la crise syndicale étudiante. Le 22 mars 1985, l'Alliance de l'unité syndicale, avec les étudiants islamistes comme composante principale, annonce l'organisation des élections du congrès général décisif. Du 18 au 20 avril, le congrès général décisif à la faculté des sciences de Tunis se transforme en congrès constitutif d'une nouvelle organisation estudiantine, l'UGTE, lancée sous l'impulsion des étudiants islamistes, en collaboration avec des étudiants indépendants.
Le 17 février 1988, l'UGTE annonce une grève générale à l'université pour réclamer l'annulation de la loi d'août 1982 qui limite le nombre d'inscriptions et obtient gain de cause. Du 30 avril au 2 mai, les étudiants de gauche organisent le 18e congrès extraordinaire de l'Union générale des étudiants de Tunisie (UGET). Le 17 septembre, les deux syndicats étudiants sont reconnus par les autorités. En 1990, l'UGTE est ralliée par un groupuscule d'étudiants de gauche dits « militants patriotes démocrates ». Jusqu'en 1991, les deux organisations se partagent le monde étudiant, avec une nette supériorité de l'UGTE : la preuve en est le succès de ses listes pour les conseils scientifiques des facultés et des instituts supérieurs.
Le 25 mars 1991, les autorités accusent l'UGTE de détenir un « dépôt d'armes » ; le tribunal de première instance de Tunis suspend donc les activités de l'UGTE le 26 avril. Accusée par le pouvoir de Zine el-Abidine Ben Ali d'être l'aile estudiantine du mouvement islamiste Ennahdha, elle est dissoute par la justice le 8 juillet.
Après la révolution tunisienne, une Ligue des anciens de l'UGTE est reconnue officiellement le 11 juin 2011, alors que des instances de supporters de l'UGTE voient le jour au sein des universités tunisiennes pour réclamer le retour de ce syndicat présenté comme la victime de l'ancien régime. Le 15 mars 2012, l'UGTE a obtenu 152 sièges des conseils scientifiques, soit 31,3 %, contre 175 pour l'UGET, soit 36 % des sièges, lors des élections universitaires.
Le cinquième congrès a lieu à la faculté des sciences de Tunis les 13 et 14 avril 2013 avec la participation de près de 400 délégués. Sont présents à la séance d'ouverture les anciens de l'UGTE, parmi lesquels ses deux premiers secrétaires généraux Abdelkrim Harouni et Abdellatif Mekki (tous deux dirigeants d'Ennahdha) ainsi que Samir Ben Amor, dirigeant du Congrès pour la République, Abdelwahab El Hani, président du parti Al Majd, et Mohamed Goumani, président du Parti de la réforme et du développement. Les congressistes élisent un nouveau bureau exécutif de treize membres dont une seule étudiante.
Lors du sixième congrès organisé à Sfax en mars 2015, c'est la première fois que l'UGTE organise un congrès en dehors de Tunis. Le septième congrès organisé à Monastir en mars 2017 conduit à l'élection d'un nouveau bureau exécutif de quinze membres incluant trois étudiantes. Le 1er mars 2018, c'est l'UGTE qui remporte les élections des conseils scientifiques, avec 266 sièges sur 542 soit 49 % du total, alors que l'UGET en obtient 147 soit 27 %, le reste, 127 sièges, revenant à des étudiants indépendants ou appartenant à d'autres organisations. Le huitième congrès organisé à Tataouine en mars 2019 conduit à l'élection d'un nouveau bureau exécutif de quinze membres incluant trois étudiantes.
Aux élections des conseils scientifiques tenues le 12 novembre 2024, l'UGTE obtient selon les chiffres du ministère de l'Enseignement supérieur et de la Recherche scientifique, 244 sièges sur un total de 532, soit 46 %, contre 156 pour l'UGET, soit 29 % des sièges, et 132 sièges pour les indépendants.

## Congrès
| Congrès | Date                 | Lieu                                                       | Secrétaire général                         |
| ------- | -------------------- | ---------------------------------------------------------- | ------------------------------------------ |
| 1er     | 18-20 avril 1985     | Faculté des sciences de Tunis                              | Abdelkrim Harouni                          |
| 2e      | 17-18 décembre 1986  | Faculté des sciences de Tunis/Faculté de médecine de Tunis | Abdelkrim Harouni                          |
| 3e      | 20-22 janvier 1989   | Faculté de droit de Tunis                                  | Abdellatif Mekki                           |
| 4e      | 1er-2 décembre 1990  | Faculté de droit de Tunis                                  | Nejmeddine Hamrouni                        |
| 5e      | 13-14 avril 2013     | Faculté des sciences de Tunis                              | Rached Kahlani                             |
| 6e      | 14-16 mars 2015      | Faculté des sciences de Sfax                               | Rached Kahlani remplacé par Haythem Temimi |
| 7e      | 19-21 mars 2017      | Faculté de pharmacie de Monastir                           | Nejmeddine Felhi                           |
| 8e      | 17-19 mars 2019      | Complexe universitaire de Tataouine                        | Hamza Akaichi                              |
| 9e      | 15-17 octobre 2021   | Faculté des sciences de Bizerte                            | Aymen Badri                                |
| 10e     | 15-17 septembre 2023 | Faculté des sciences économiques et de gestion de Sousse   | Wassim Ben Massoud                         |

## Conseils scientifiques
| Année | %     | Rang | Sièges    |
| ----- | ----- | ---- | --------- |
| 2012  | 31,4  | 2e   | 152 / 484 |
| 2013  | 14,2  | 2e   | 78 / 549  |
| 2014  | 37,4  | 1er  | 193 / 516 |
| 2015  | 44,9  | 1er  | 203 / 452 |
| 2016  | 45,17 | 1er  |           |
| 2017  | 50    | 1er  |           |
| 2018  | 49    | 1er  | 266 / 542 |
| 2019  | 45    | 1er  | 239 / 534 |
| 2020  | 51,7  | 1er  | 285 / 551 |
| 2021  | 49,1  | 1er  | 270 / 551 |
| 2022  | 37    | 1er  | 194 / 527 |
| 2023  | 49    | 1er  | 263 / 533 |
| 2024  | 46    | 1er  | 244 / 532 |

## Articles liés
- Union générale des étudiants de Tunisie
- Système éducatif en Tunisie